# Araçagi
Araçagi est une ville brésilienne de l'est de l'État de la Paraíba.
Sa population était estimée à 17 376 habitants en 2007. La municipalité s'étend sur 230 km2.